# Ali Kızılkaya
Ali Kızılkaya (* 1963 in Kayseri, Türkei) ist ehemaliger Vorsitzender des Islamrats für die Bundesrepublik Deutschland. Er lebt seit 1972 in Deutschland. Für die Dauer von April bis September 2008 war er Sprecher des Koordinationsrat der Muslime in Deutschland.

## Werdegang
Nach Jahren der Dialogarbeit in Moscheegemeinden in Norddeutschland begann er Mitte der 1990er Jahre in der deutschen Zentrale der Milli Görüs (IGMG) in Köln zu arbeiten. Seit 2002 sitzt er dem Islamrat für die Bundesrepublik Deutschland vor. Er ist Teilnehmer der Deutschen Islamkonferenz.
Kızılkaya begrüßte 2006 die Absetzung einer umstrittenen Inszenierung der Mozart-Oper Idomeneo vom Spielplan der Berliner Deutschen Oper mit dem Argument, „es gehe nicht um die Freiheit der Kunst, sondern um Respekt vor dem Anderen“.
Im Oktober 2006 erklärte er im Zusammenhang mit Morddrohungen gegen die grüne Bundestagsabgeordnete Ekin Deligöz, die muslimische Frauen zum Ablegen des Kopftuches aufgefordert hatte, das Kleidungsstück "sei ein 'religiöses Gebot. Dies könne nicht nach Land und Ort relativiert werden... Zugleich sagte er: 'Wer es nicht trägt, hat auch seine Freiheit'".
In der Bild am Sonntag hat Kızılkaya im März 2007 die islamistischen Entführer der entführten Deutschen in Afghanistan dazu aufgerufen, die Entführungsopfer freizulassen. Weder Islam noch Koran würden solche Verbrechen rechtfertigen.
Er war einer der  Unterzeichner der Botschaft aus Amman (Amman Message).